# Feliks Kryski
Feliks (Szczęsny) Kryski z Drobina herbu Prawdzic (ur. 1562, zm. 10 lutego 1618) – kanclerz wielki koronny (1613-1618), podkanclerzy koronny od 1609 roku do 1613, referendarz wielki koronny od 1606 roku, marszałek sejmu zwyczajnego w Krakowie w 1603 roku, starosta kruszwicki, kowalski, przedecki, starosta zakroczymski od 1609 roku, pisarz i mówca polityczny. W roku 1610 otrzymał nominację na urząd kasztelana zakroczymskiego.
Jako senator wziął udział w sejmach: 1611, 1613 (I), 1613 (II), 1615 i 1616 roku.

## Życiorys
Urodził się w rodzinie Stanisława Kryskiego (1536-1595), kasztelana raciążskiego i wojewody mazowieckiego i Małgorzaty Uchańskiej, córki Arnolfa Uchańskiego, wojewody płockiego i bełskiego. Jego rodzony brat Wojciech Kryski (zm. 1616), był kasztelanem sierpskiem, raciążckim i płockim.
Ożenił się z Zofią Lubieniecką herbu Doliwa. Z małżeństwa urodziły się następujące dzieci: Paweł (1599-1624), dworzanin królewski i starosta kowalski; Wojciech, starosta przedecki; Hieronim i Arnolf. Z jego dwóch córek, jedna poślubiła Mikołaja Kempskiego (1644-1735), wojewodę mazowieckiego i kasztelana raciążskiego.
Poseł na sejm pacyfikacyjny 1589 roku z województwa płockiego, uczestniczył w rokowaniach i podpisał traktat bytomsko-będziński. W 1592 roku został deputatem do Trybunału Głównego Koronnego. W latach 1597–1609 był posłem na każdy sejm. Marszałek sejmiku generalnego województwa mazowieckiego w 1597 i 1601 roku. 7 października 1606 roku podpisał ugodę pod Janowcem. W 1607 roku był posłem na sejm z województwa mazowieckiego. Został członkiem stronnictwa regalistycznego zwolenników króla Zygmunta III Wazy, zwalczającego wpływy na dworze Jana Zamoyskiego. W 1603 został marszałkiem sejmu.
Był bliskim współpracownikiem marszałka wielkiego koronnego Zygmunta Myszkowskiego i dzięki tej koneksji stał się jednym z najbliższych doradców króla Zygmunta III. W czasie rokoszu Zebrzydowskiego stanął wiernie przy monarsze. Napisał wówczas pismo polemiczne Deklaracja pana wojewody krakowskiego, w którym odpierał wszystkie zarzuty rokoszan. W 1607 został marszałkiem sejmu. W 1609 został podkanclerzym koronnym. Przygotowywał wówczas wyprawę na Rosję, organizując propagandę prowojenną. Wydał wówczas szereg pism m.in. Diskurs słusznej wojny z Moskwą, rationes pro et contra. Towarzyszył królowi w wyprawie na Moskwę w 1610. Przy przekraczaniu granicy rosyjskiej wygłosił przemówienie do króla, w którym winszował szczęśliwego wejścia w to państwo, które sobie gruby naród windykować śmiał i chciał przez lat 96. W 1610 przywitał oracją powracającego po zwycięstwie kłuszyńskim hetmana polnego koronnego Stanisława Żółkiewskiego. Był bezkompromisowym zwolennikiem aneksji Rosji do Rzeczypospolitej. W 1611 zorganizował uroczysty hołd przed Zygmuntem III wziętych do niewoli cara Wasyla Szujskiego i jego rodziny. W 1612 towarzyszył królowi w jego odsieczy Moskwy. W 1613 został kanclerzem wielkim koronnym. Został pochowany w krypcie rodowej w Drobinie, której był właścicielem.
Był marszałkiem sejmiku generalnego województwa mazowieckiego w 1597 i 1601 roku. Poseł na sejm koronacyjny 1587/1588 roku z województwa płockiego. Poseł ziemi zakroczymskiej na sejm 1596, 1598 i 1601 roku, poseł województwa płockiego w 1593 roku
Sławę zyskał jako wybitny mówca sejmowy. Został nazwany przez sobie współczesnych polskim Demostenesem. Był jednym z najzdolniejszych polskich dyplomatów.

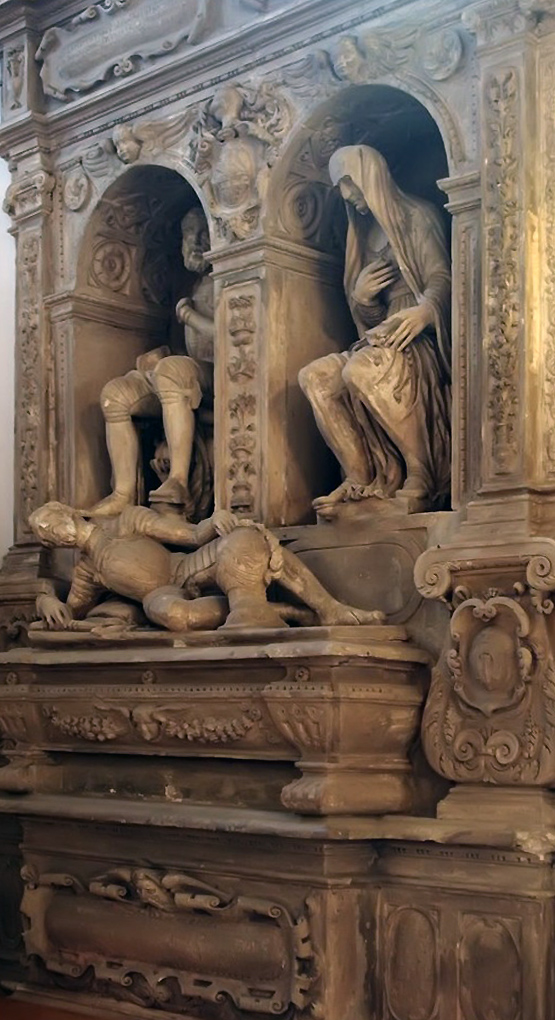
Kaplica Kryskich w Drobinie